# メルセデスEQ
メルセデスEQ（Mercedes-EQ）は、電気自動車（BEV）を専門に取り扱う、メルセデス・ベンツのサブブランド。なお、スマートEQ（Smart-EQ）についても、本稿で述べる。  
最初のモデルは、2016年のパリモーターショーで、「ジェネレーション EQコンセプト」としてプレビューされた。2024年現在、8車種が展開されている。 
EQファミリーの最初のモデルであるEQCは、2018年にスウェーデンのストックホルムで開催された、特別イベントで発表された。 

## 概要
2022年までに、10車種のEQモデルを設計・製造する予定である。これらはすべて、BEV専用のプラットフォームに基づき、モジュール化が図られ、あらゆるタイプの車両用に構成するという。なお、10車種のうち、3車種はSmartブランドより展開される。 
ダイムラーAGのディーター・ツェッチェ会長（当時）は、EQブランドについて、2025年までに、同社の世界売上の15％から25％を占めることを目標としており、「インフラストラクチャと、顧客の好みの継続的な開発」を掲げている。BEVプログラムの開発を監督する、ダイムラーのユルゲン・シェンク取締役は、エネルギー密度の電池技術ついて、2010年から2016年の水準から、2025年までには、年間約14％になるよう改善していくことを目指すと述べている。 
ダイムラーAGは、生産目標を達成するため、グローバルなバッテリー生産の資本拡張プロジェクトに、1億ユーロ投資する予定である。また、リチウムイオンバッテリーの大半は、ドイツ・Kamenz工場にある、ACCUmotive子会社の施設で製造される。これらは、BEVの設計・開発のために投資された、同社最大の100億ユーロを活用した一部分である。 

## EQシリーズ

### メルセデスEQ

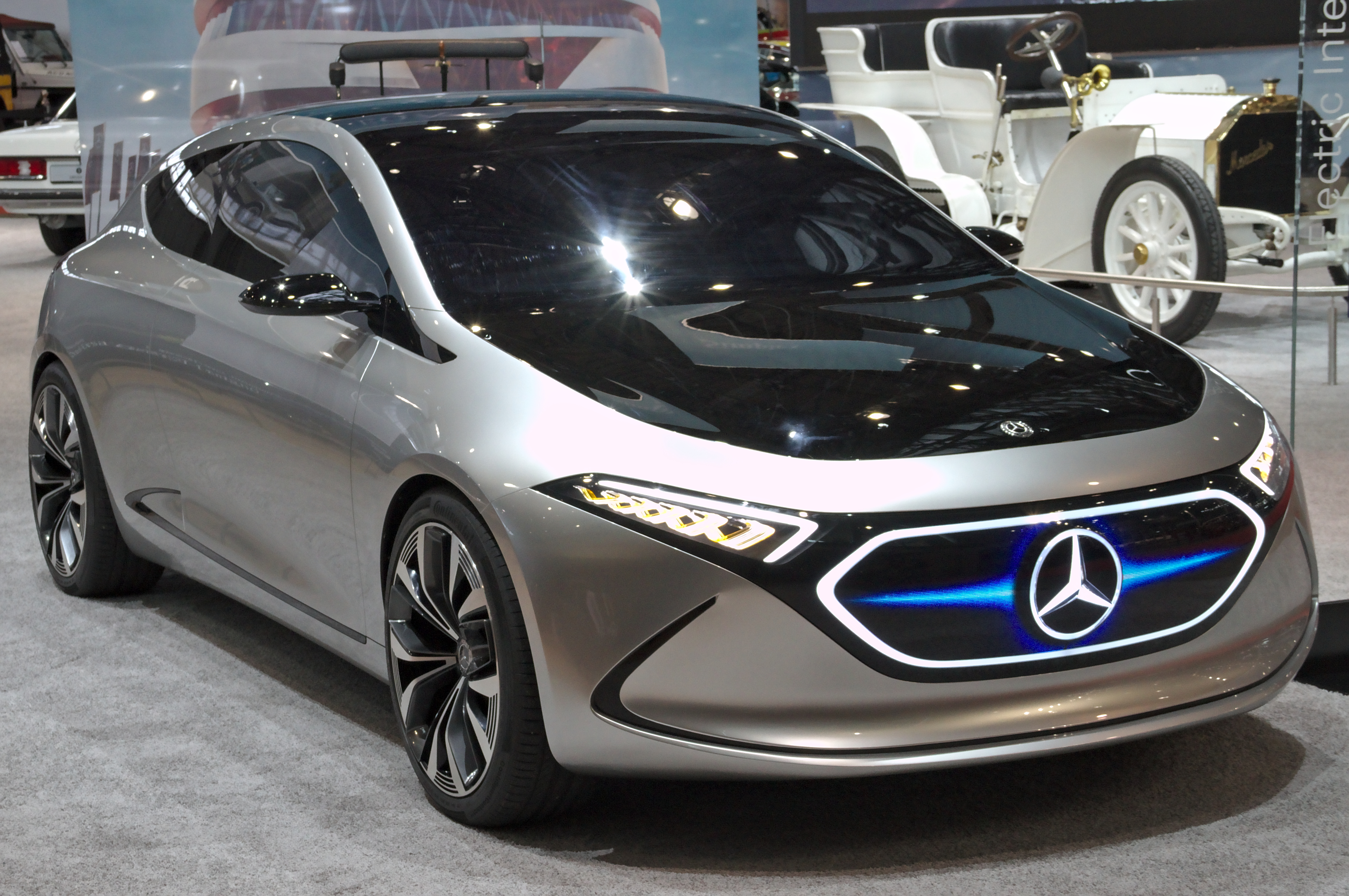
EQA（H243）- 2020年に登場[7]。2017年のフランクフルトモーターショーで発表された、コンセプトEQAの市販版である。GLA（H247）をベースとしている。一充電あたりの航続可能距離は、590kmである。
- EQB（X243）- 2020年に登場。GLB（X247）をベースとしている。一充電あたりの航続可能距離は、560kmである 。
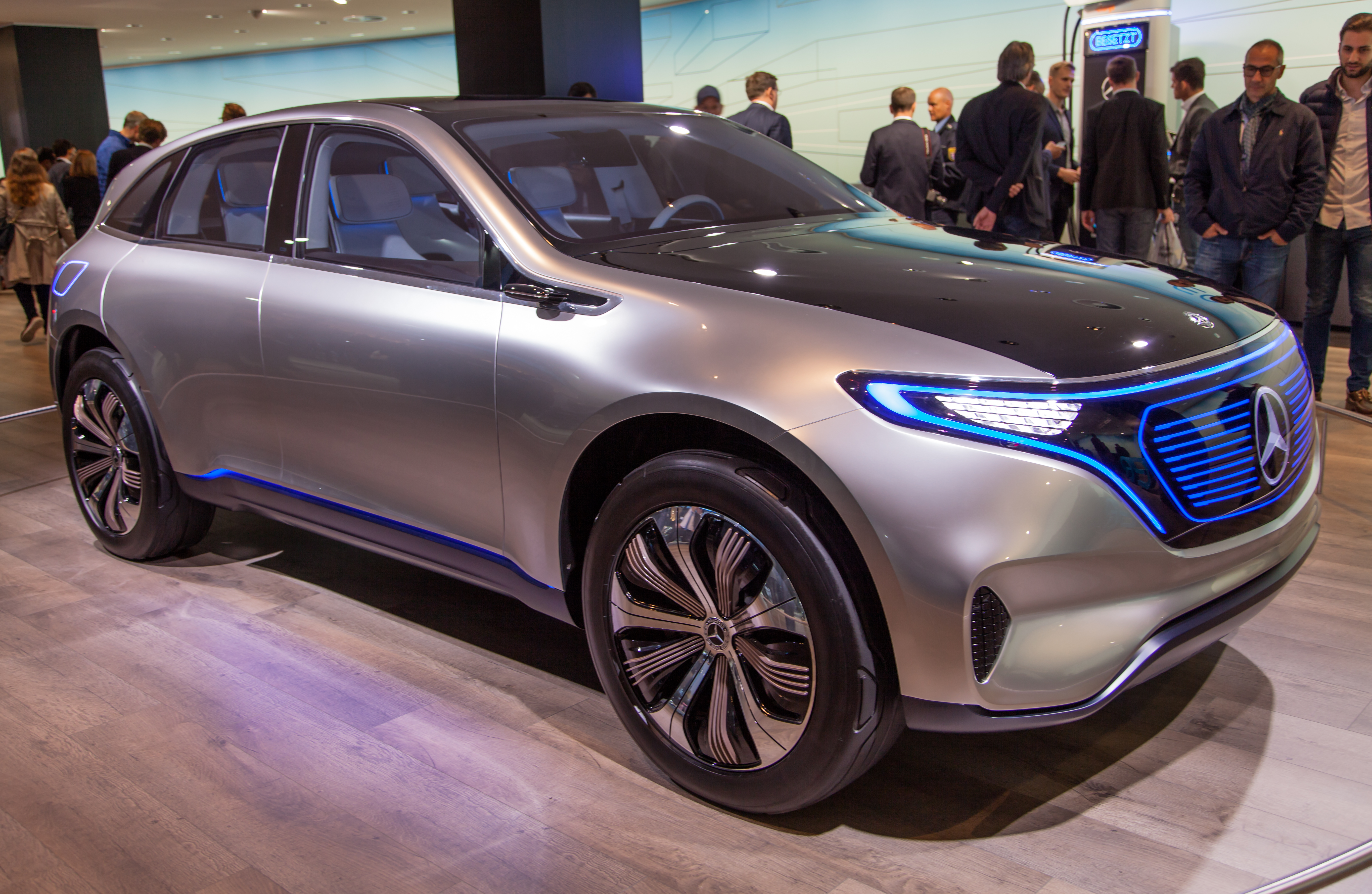
EQC（N293）- 2018年に登場。「ジェネレーション EQコンセプト」の製品版であり、市販化された、最初のEQモデルである[3]。GLC（X253）をベースとしている。 全輪駆動（4MATIC）で、前車軸と後車軸に1つずつ、計2つの電気モーターを搭載している[1]。最高出力は300 kW (402 hp) 、最大トルクは765 N⋅m (564 lb⋅ft)となる。  バッテリーは床置きで、一充電あたりの航続可能距離は、450 km (280 mi) である。2023年に生産終了。
- EQE（V295）- 2022年に登場[8]。Eクラス相当のBEVとなる。「MEAプラットフォーム」をベースとする2番目のモデルであり、一充電あたりの航続可能距離は、624kmである[9]。
- EQE SUV（X294）- 2023年に登場。EQEのSUV版であり、一充電あたりの航続可能距離は、530kmである[10]。
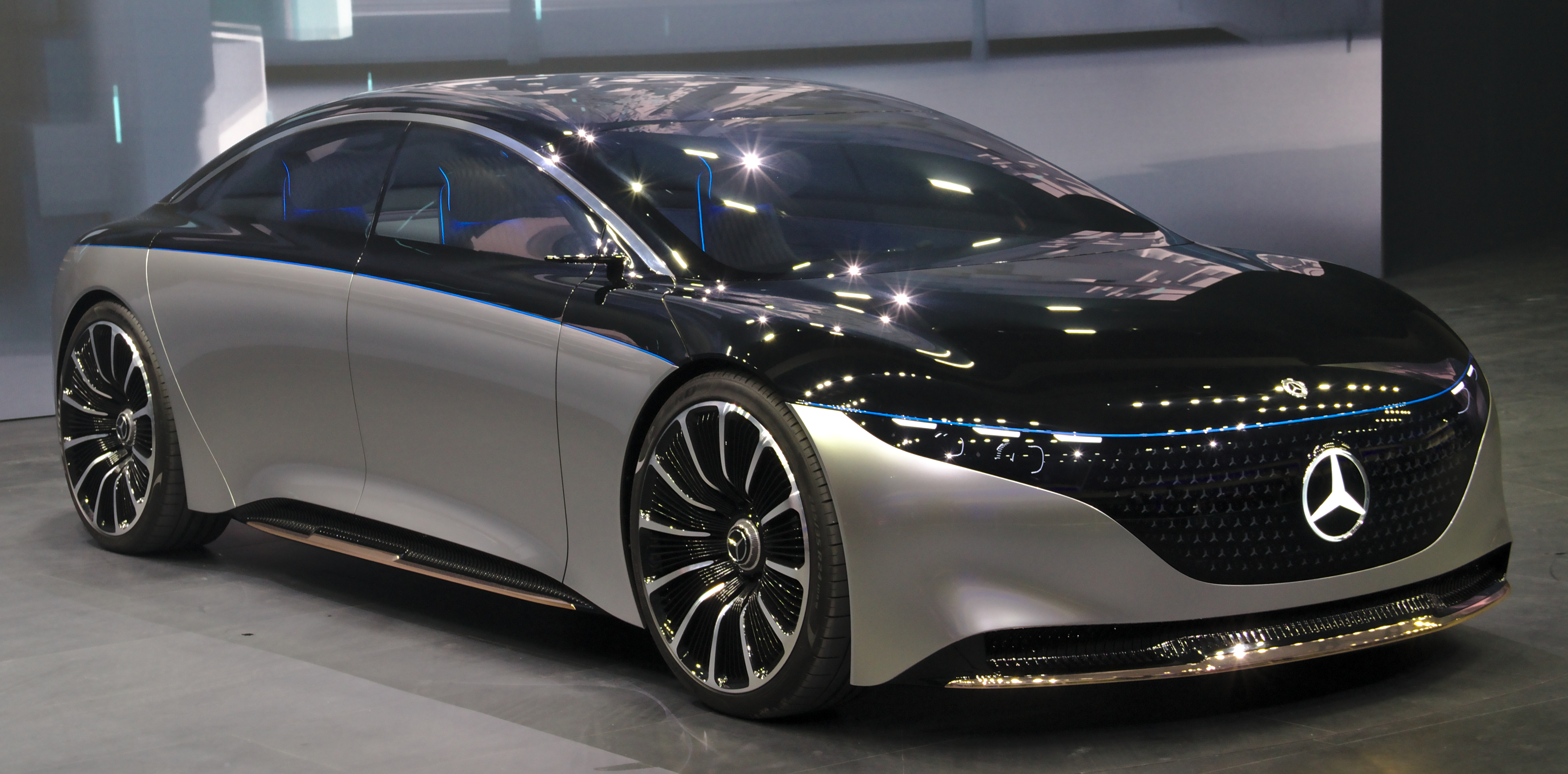
EQS（V297）- 2020年に登場。2019年に発表された、ビジョンEQSの市販版である。Sクラス相当のBEVとなる。セダン型かつ、BEV専用の「MEAプラットフォーム」に基づく、最初のEQモデルである [11] [12]。一充電あたりの航続可能距離は、700kmである。
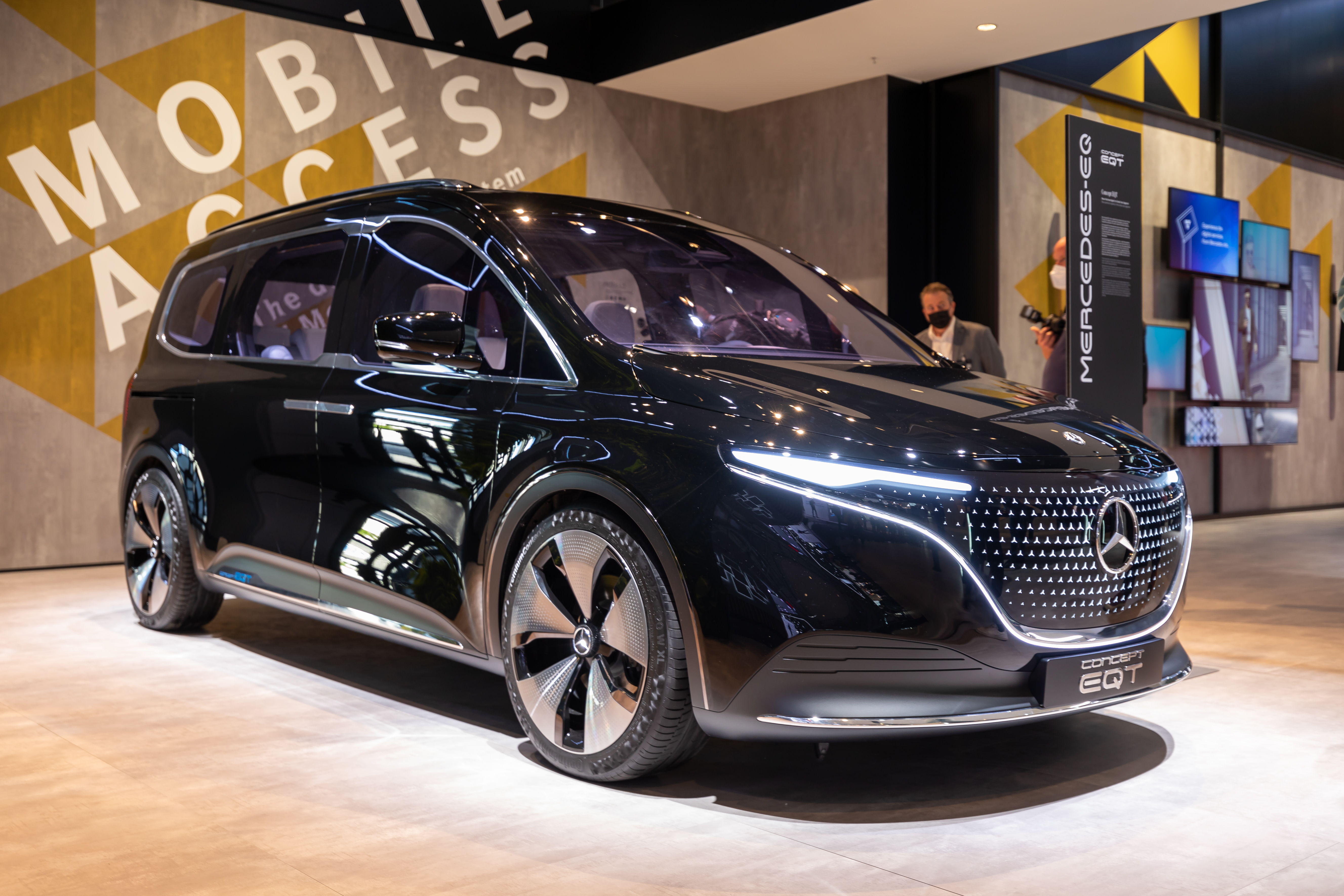
コンセプトEQT
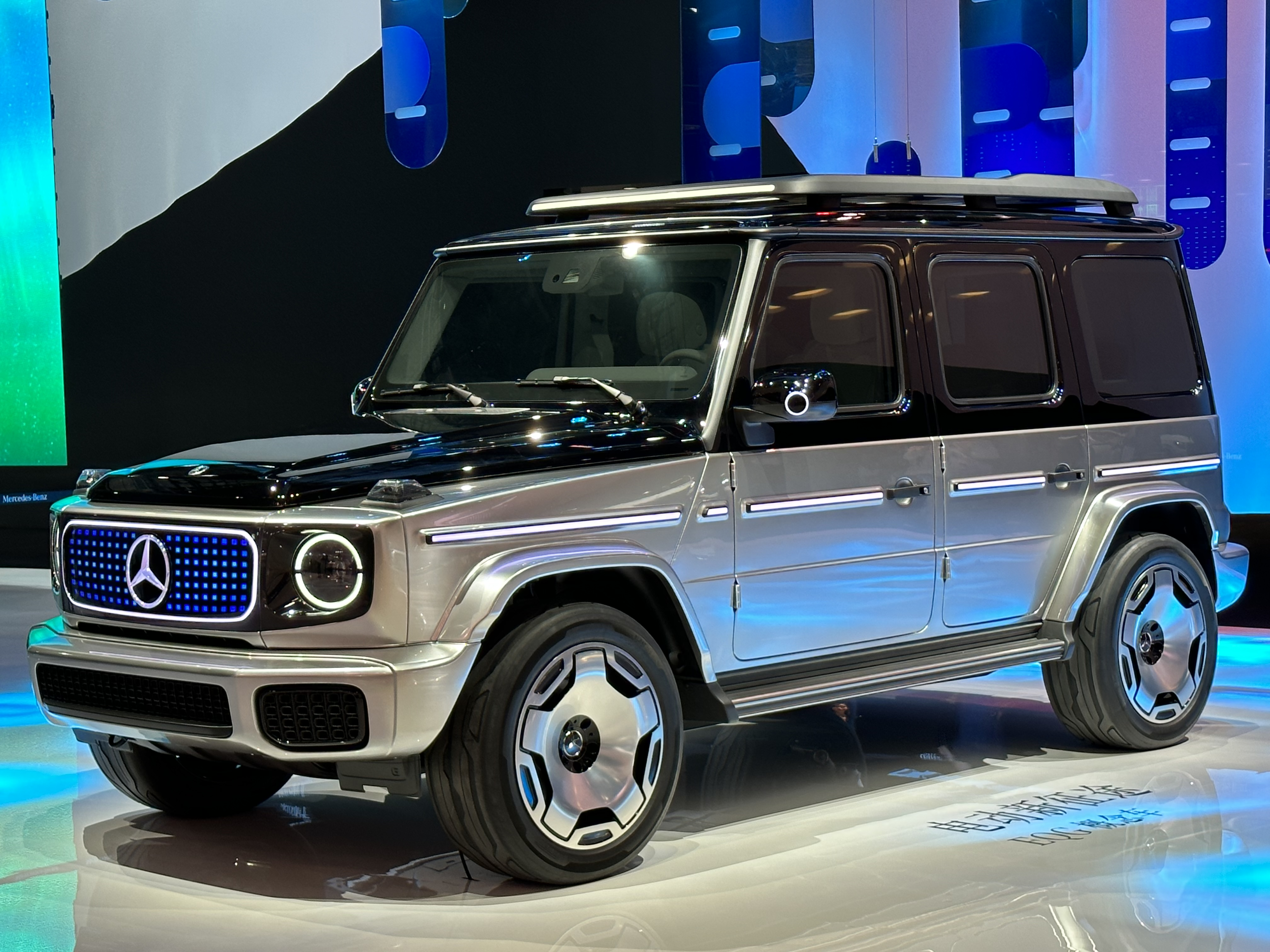
コンセプトEQG

- EQS SUV（X296）- 2023年に登場。EQSのSUV版であり、一充電あたりの航続可能距離は、590kmである。

- EQV（W447、日本未導入）- 2020年に登場。2019年のジュネーブ国際モーターショーで発表された、コンセプトEQVの市販版である。Vクラス（W447）をベースとしている。100kWhのリチウムイオンバッテリーが搭載され、一充電あたりの航続可能距離は、400kmである [13]。
- EQT（W420、日本未導入）- 2022年に登場。2021年に発表された、コンセプトEQTの市販版である。シタン（W420）およびTクラスをベースとしている。一充電あたりの航続可能距離は、280kmである。

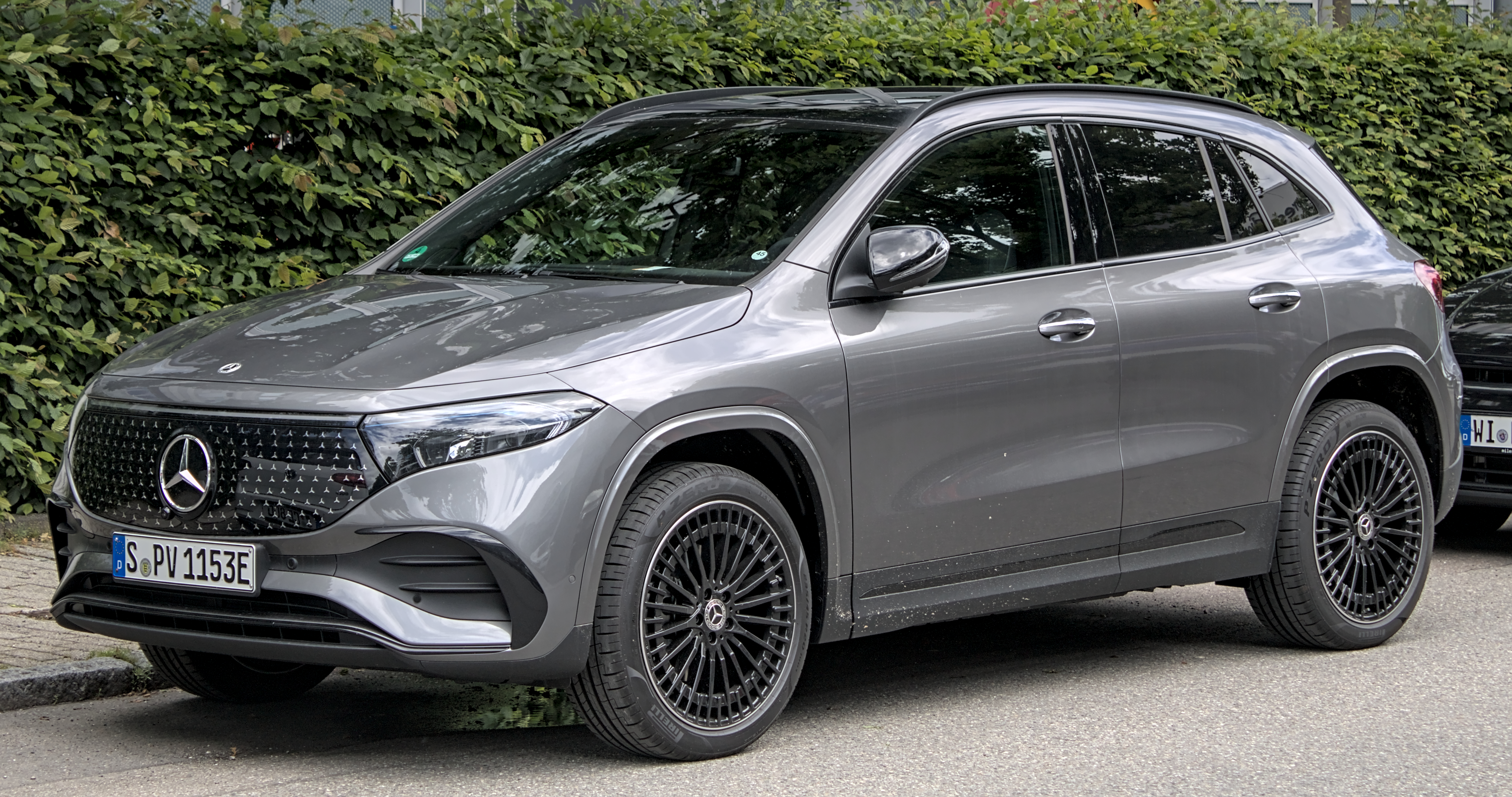
EQA（H243）
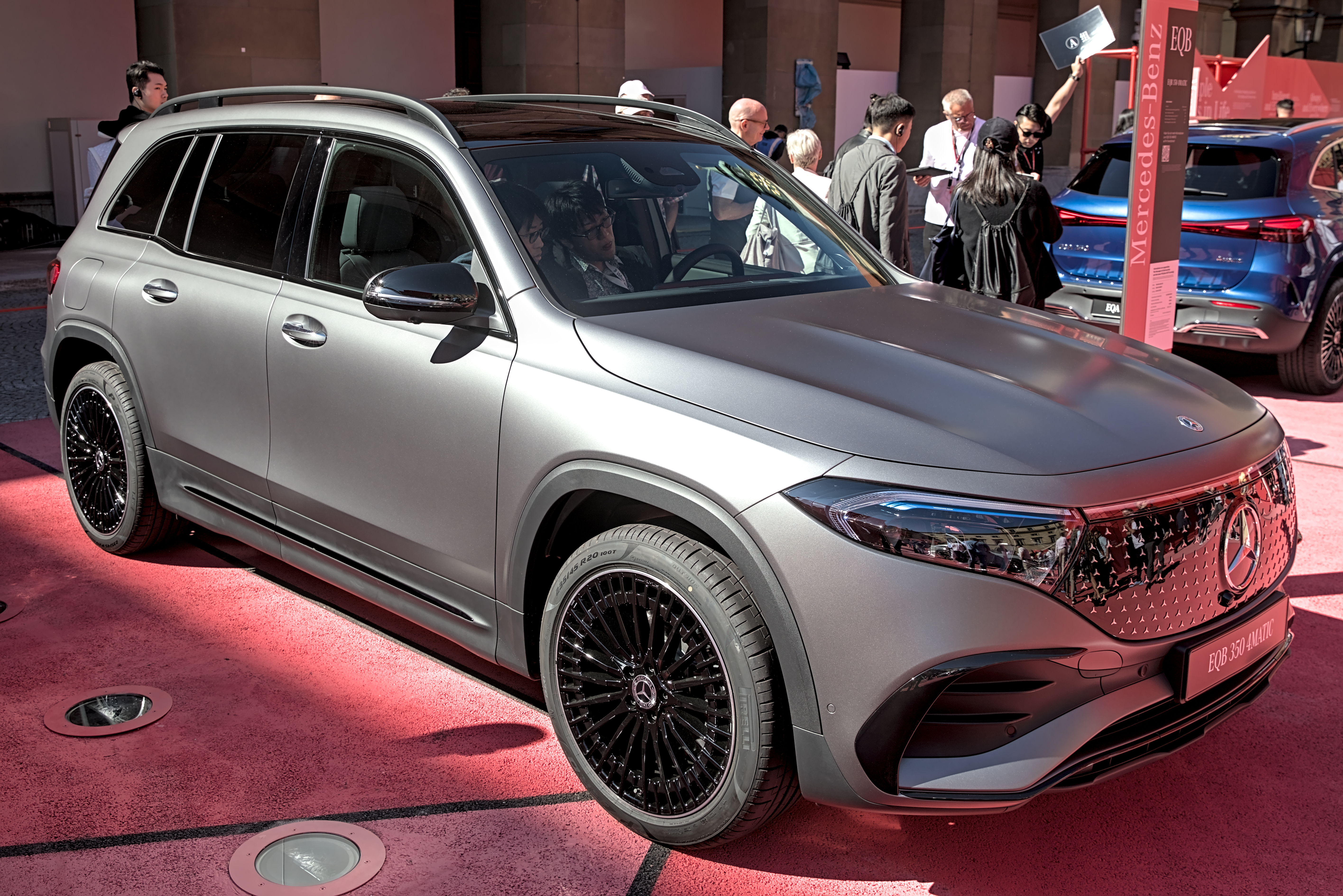
EQB（X243）
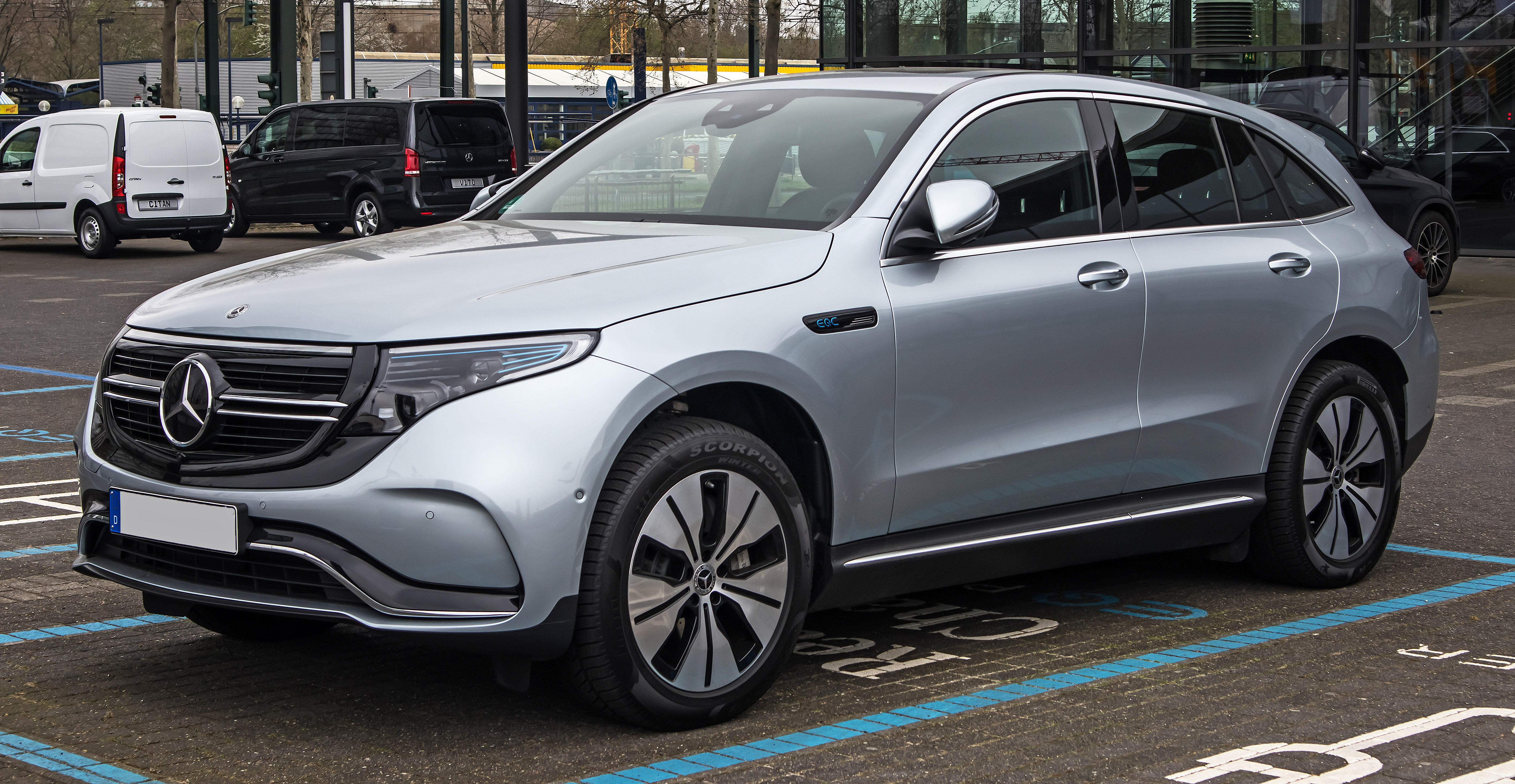
EQC（N293）
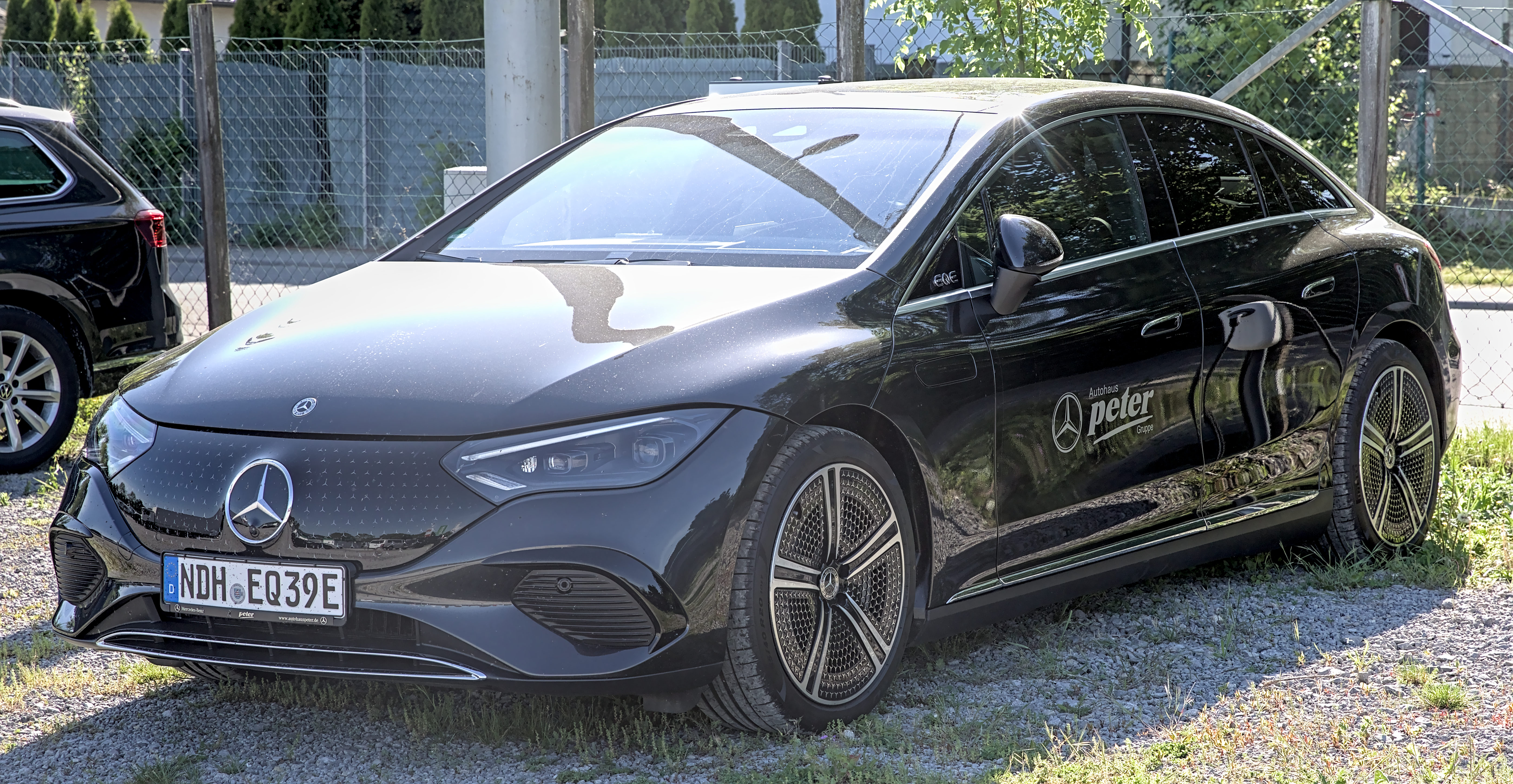
EQE（V295）
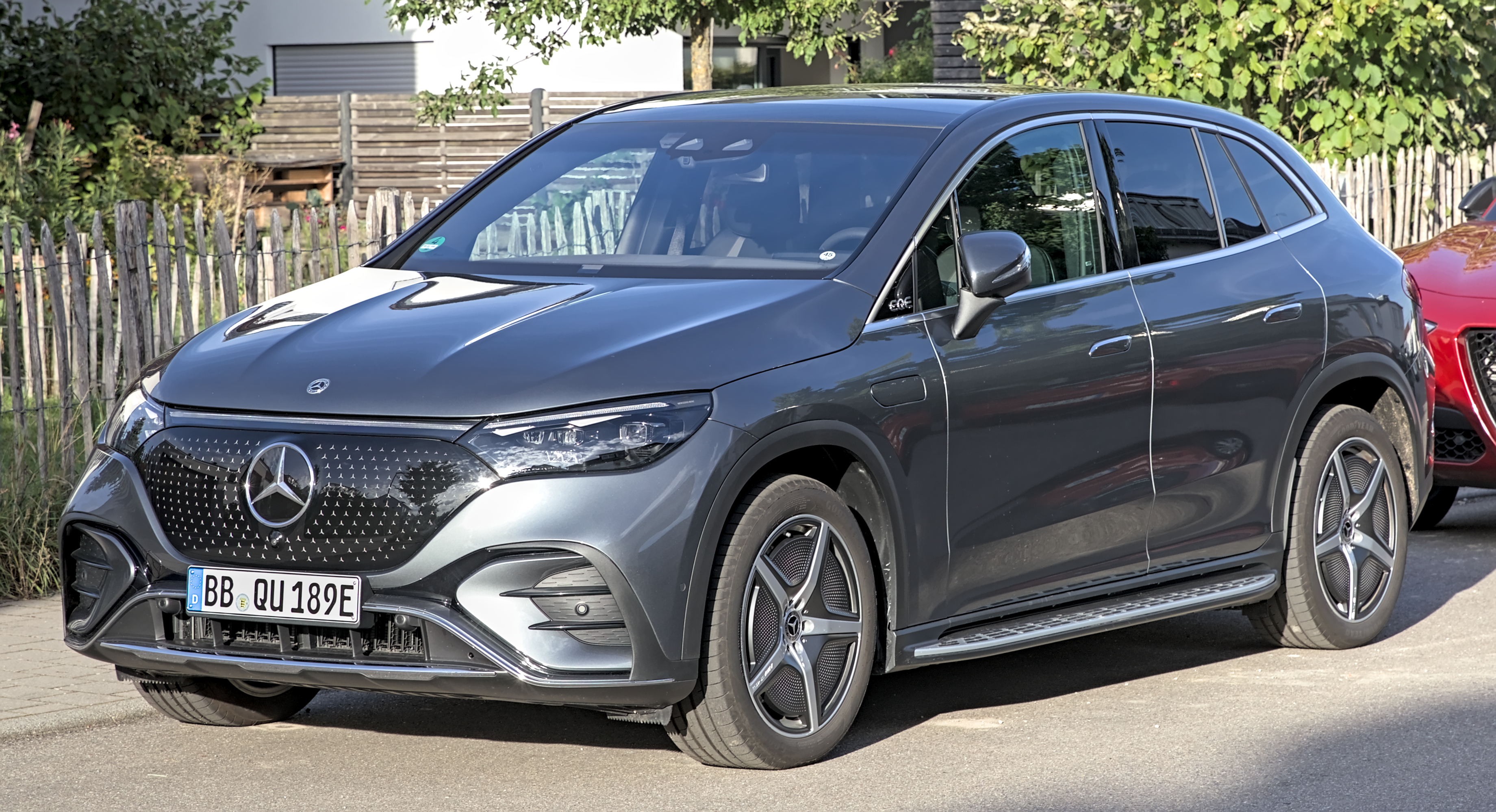
EQE SUV（X294）
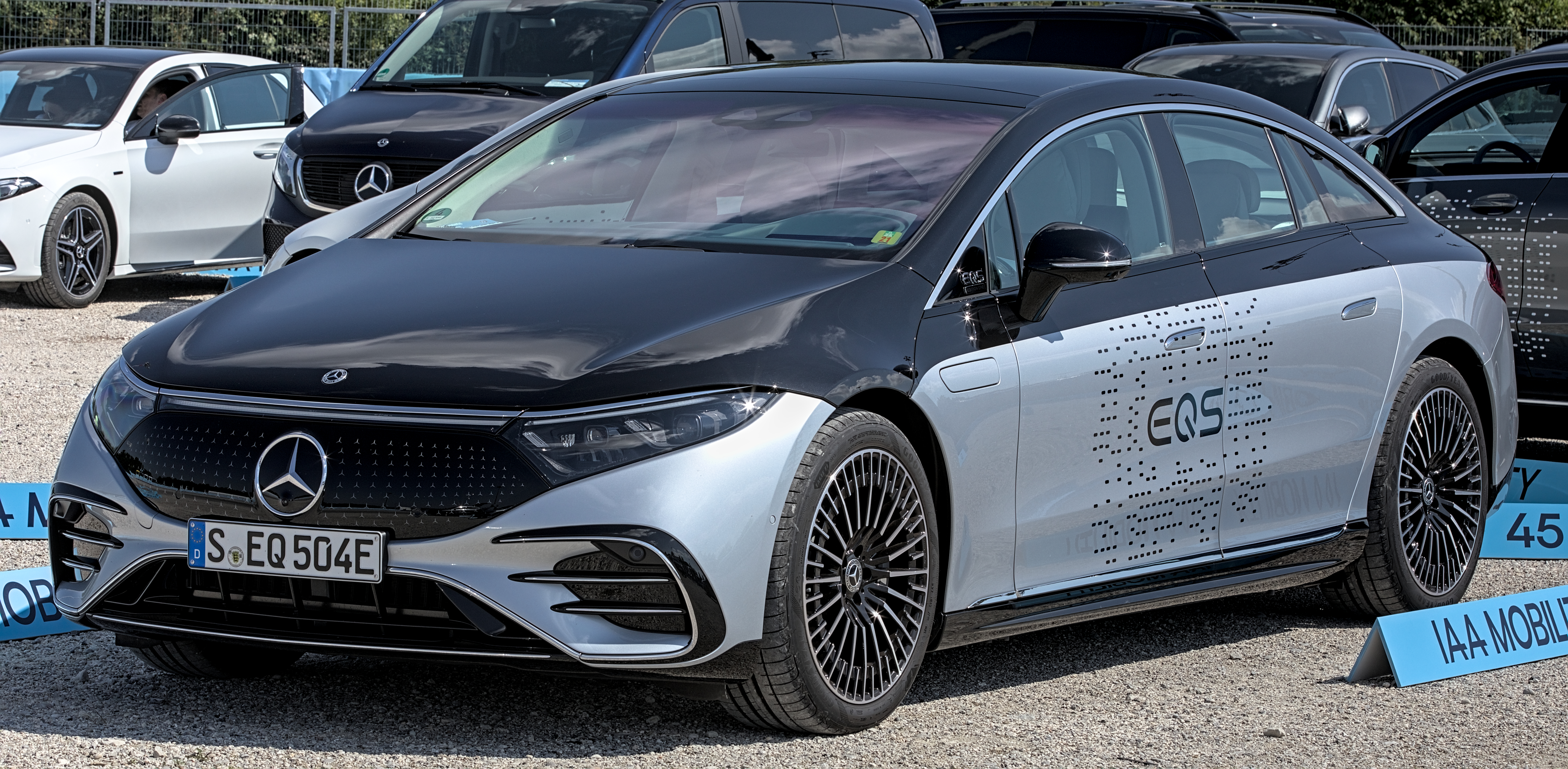
EQS（V297）
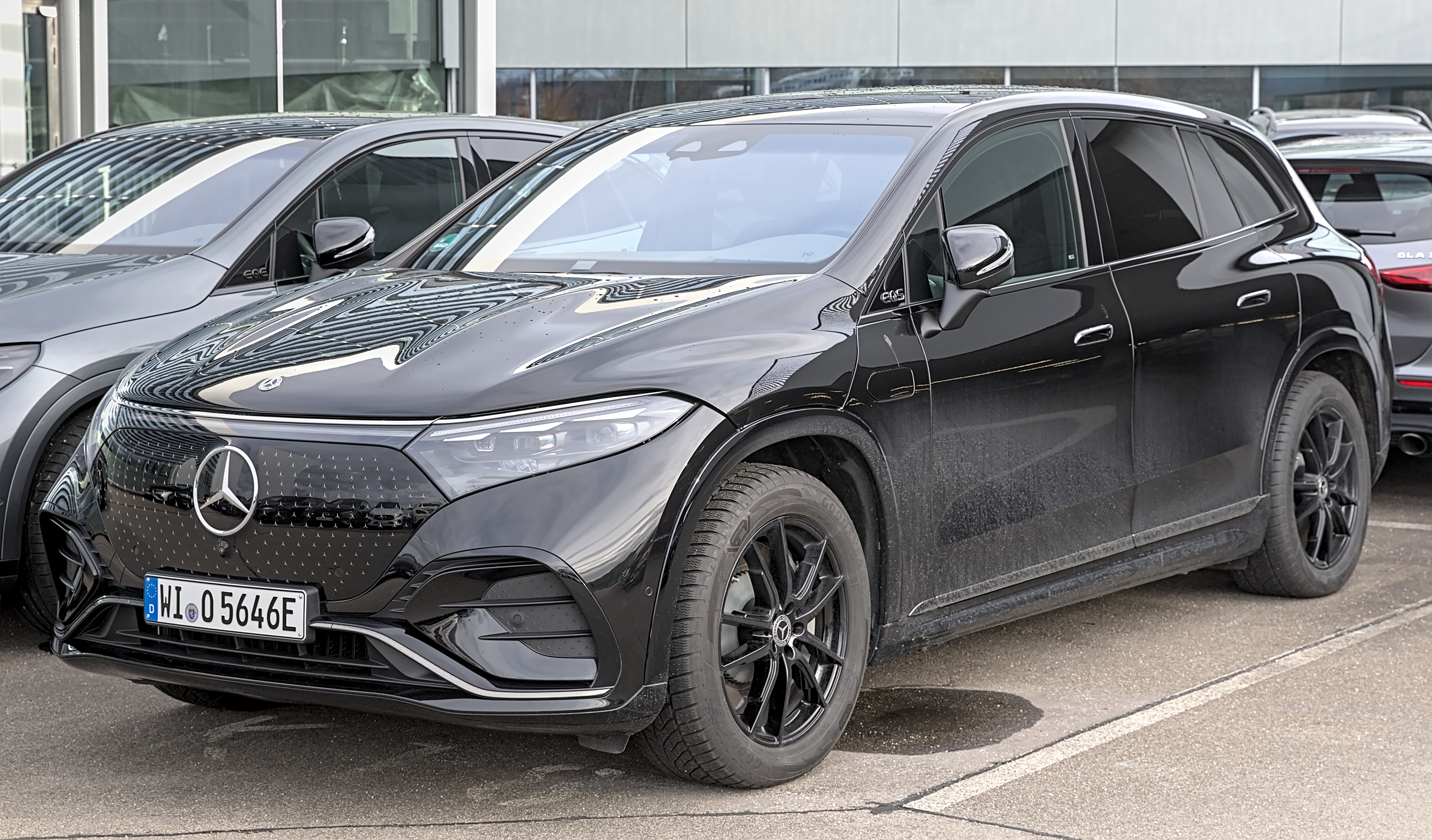
EQS SUV（X296）
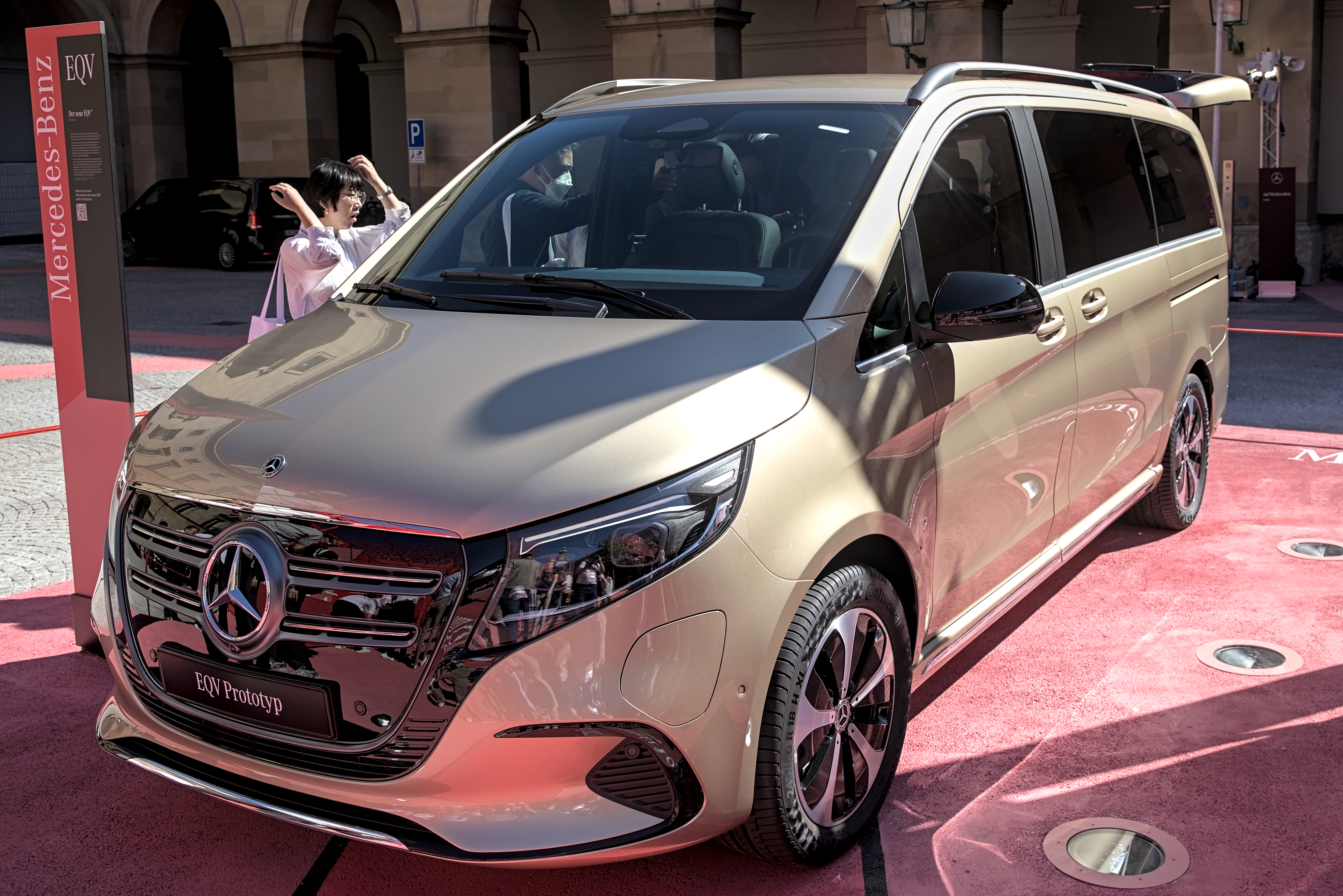
EQV（W447）
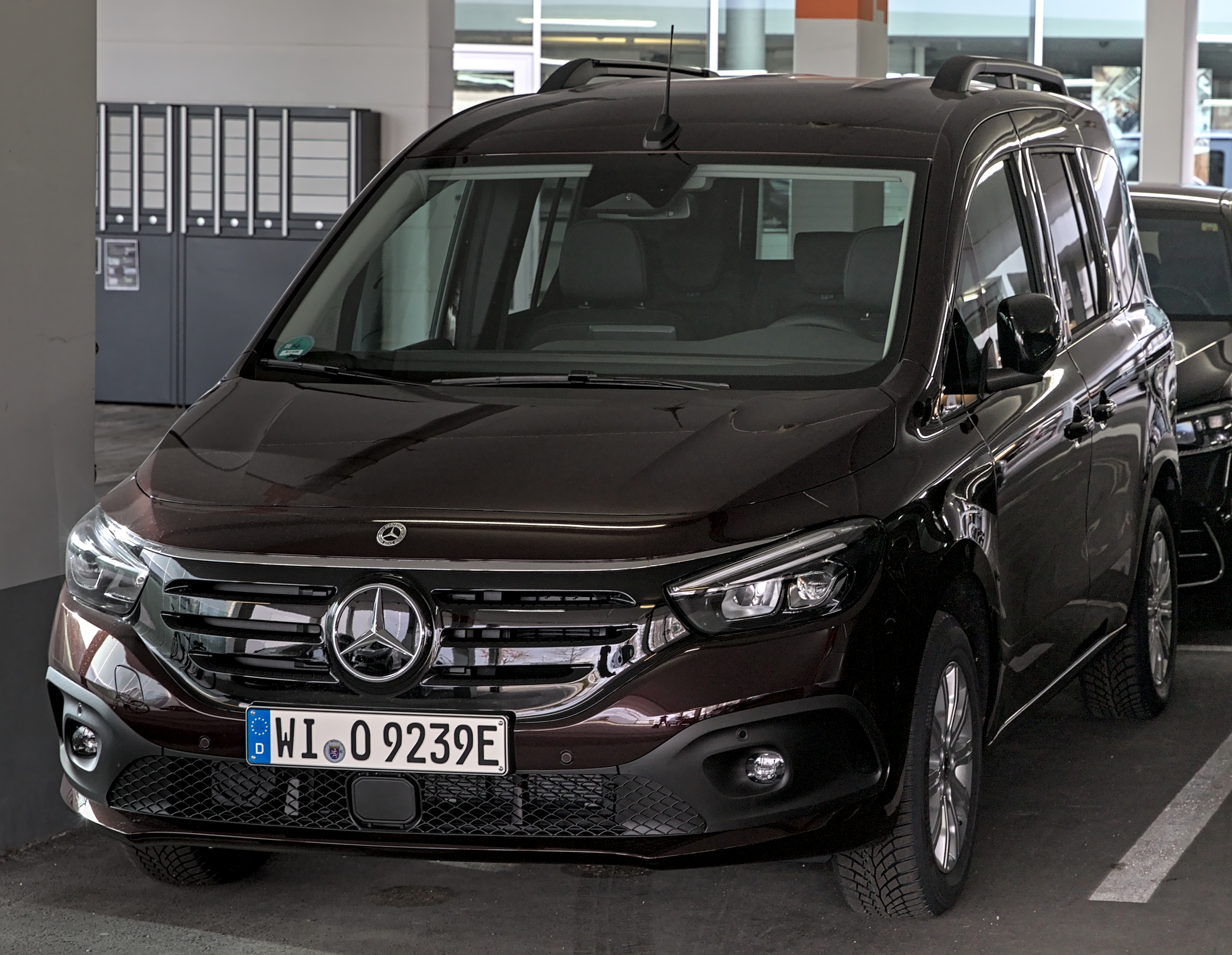
EQT（W420）

- コンセプトEQA
- ジェネレーション EQ
- ビジョンEQS
- コンセプトEQT
- コンセプトEQG

### スマートEQ
2018年3月、既存の内燃機関モデルをベースに電動化した、3車種が発表された 。2020年、内燃機関モデルの販売を全て終了し、完全なBEV専用ブランドへ移行した。その後、2022年、ブランド初のBEV専用モデルとなる、コンパクトSUV「#1」が登場した。 
2024年現在、全てのモデルが、日本未導入である。 
- スマート EQ フォーツー
- スマート EQ フォーツー カブリオ
- スマート EQ フォーフォー
- スマート #1
- スマート #3
- スマート #5

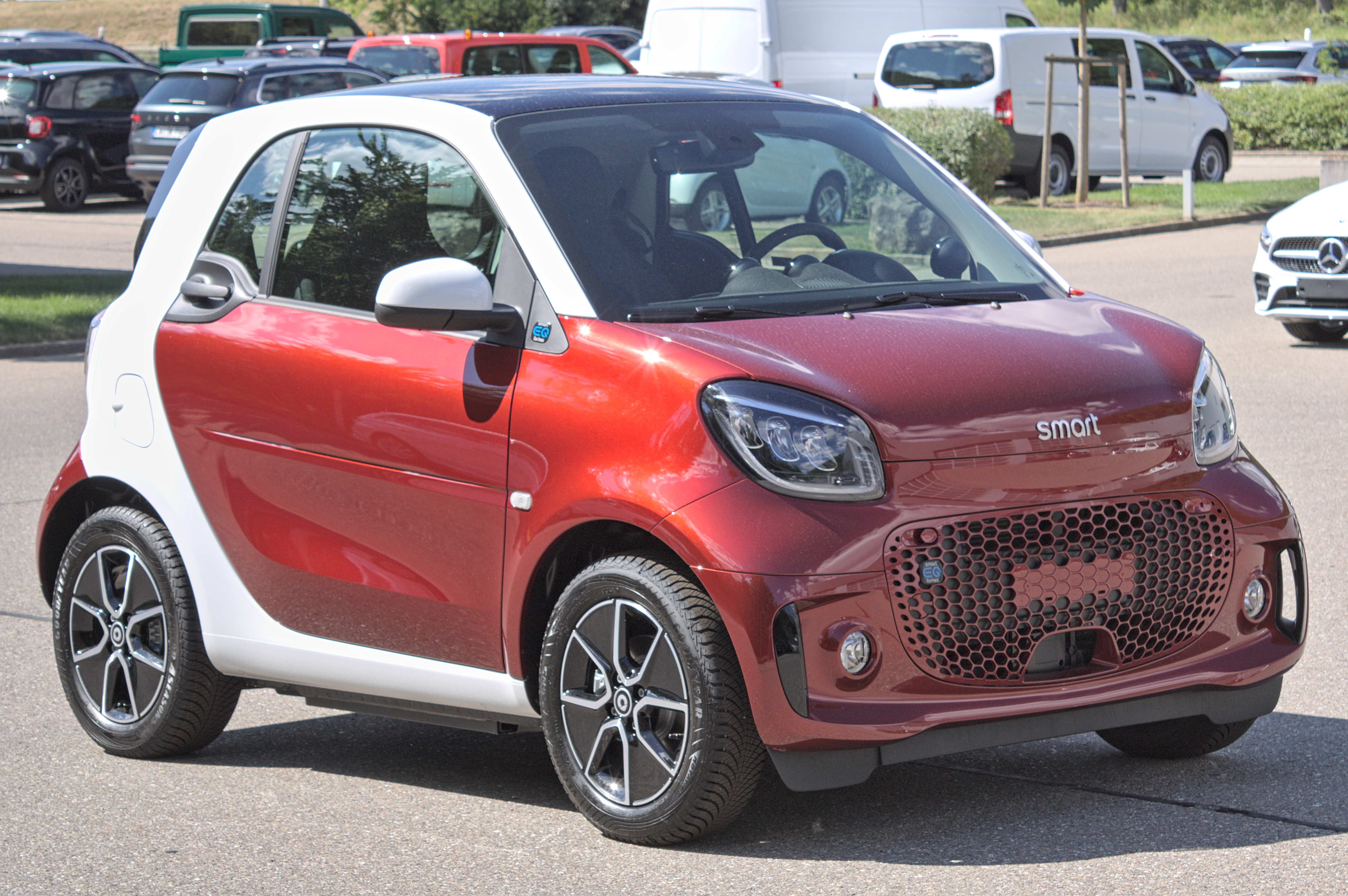
EQ フォーツー
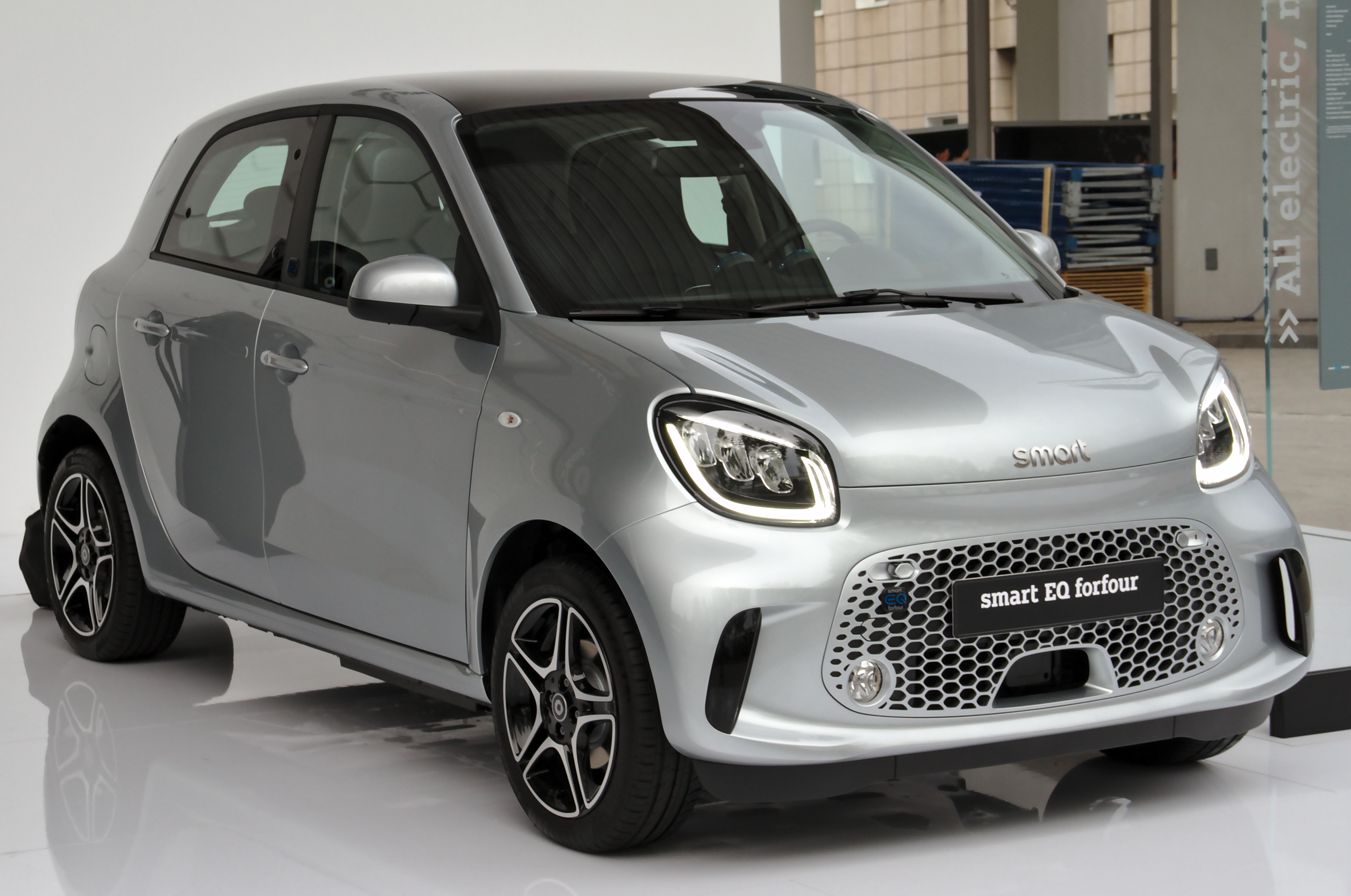
EQ フォーフォー
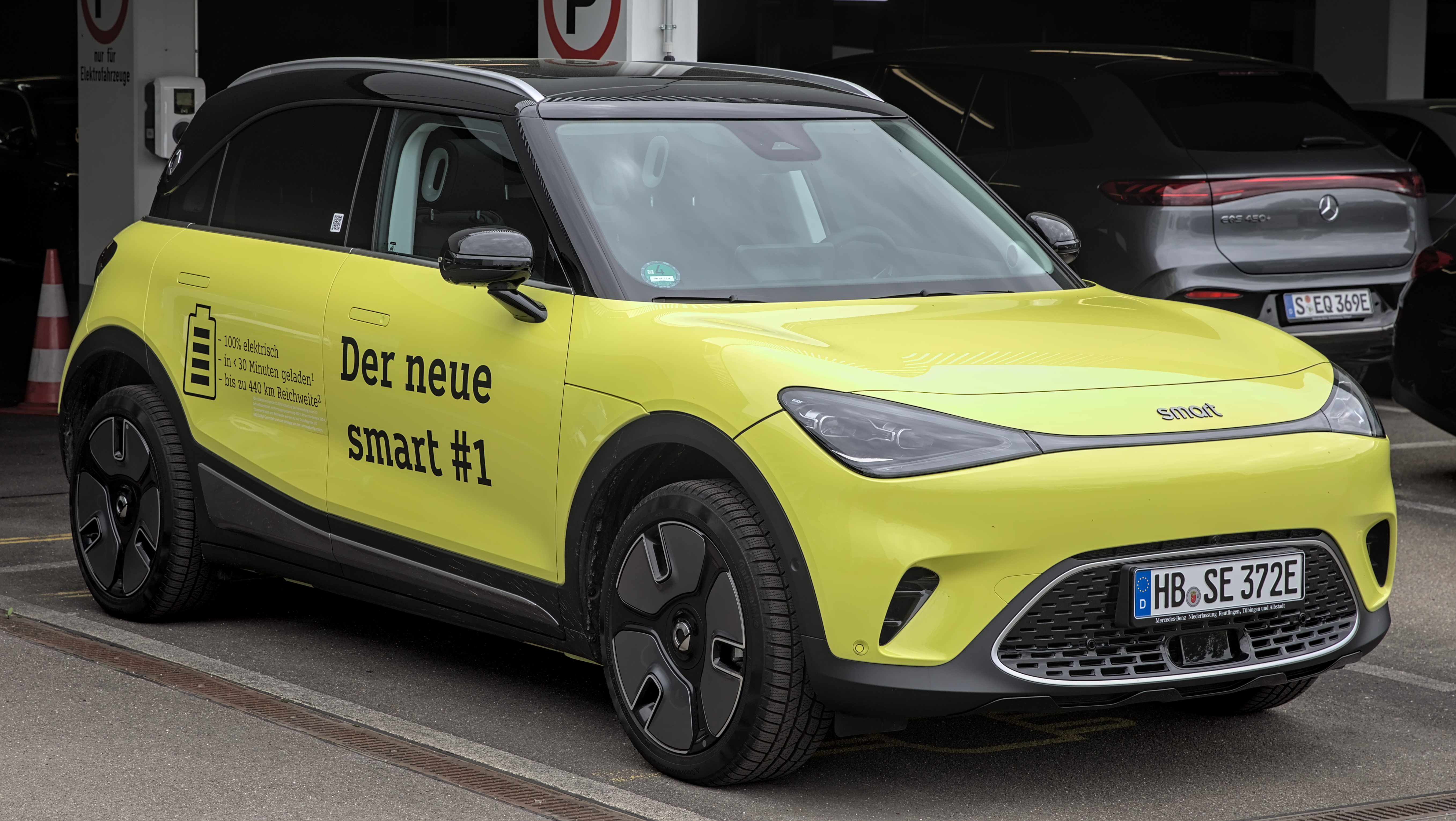
#1
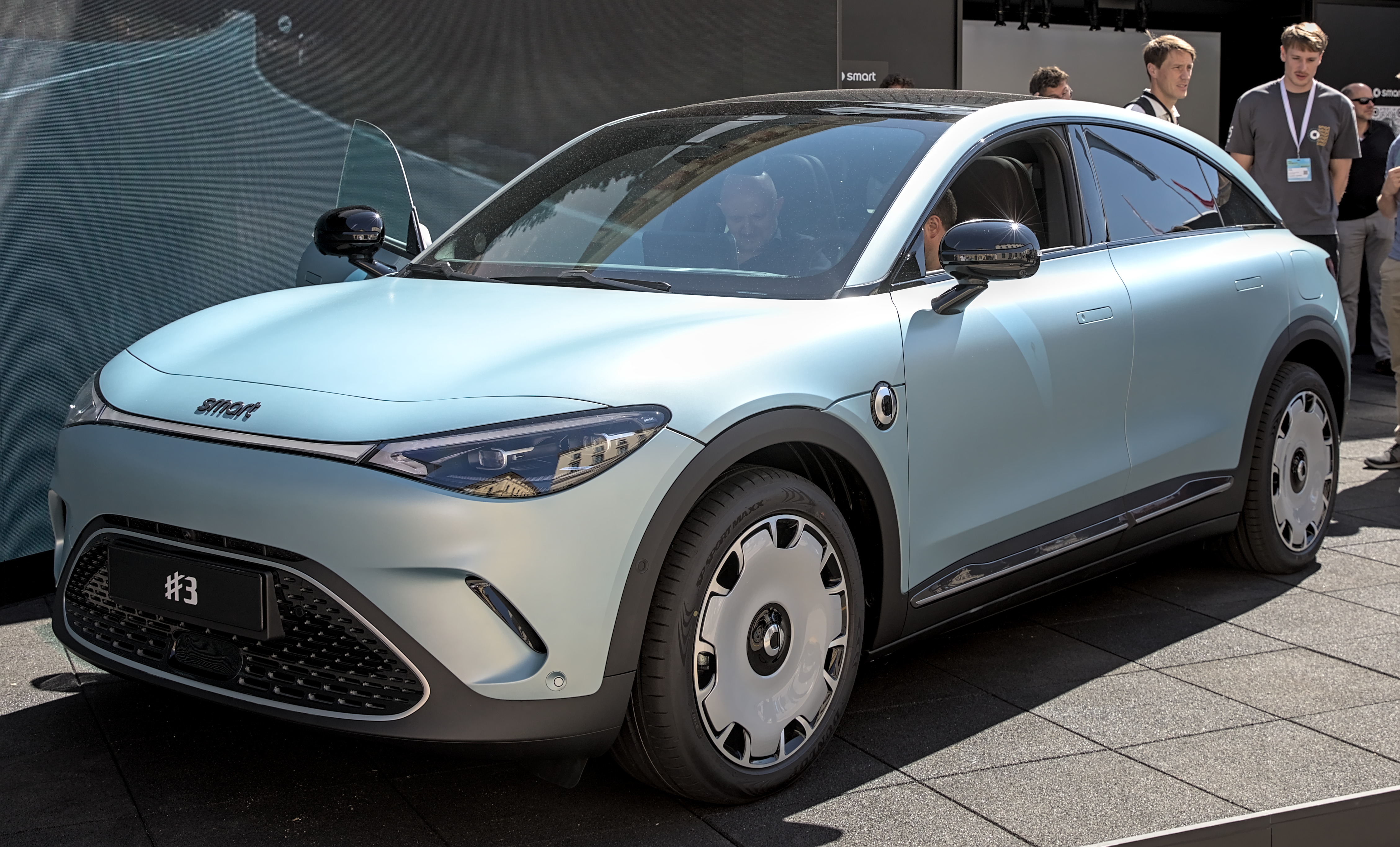
#3
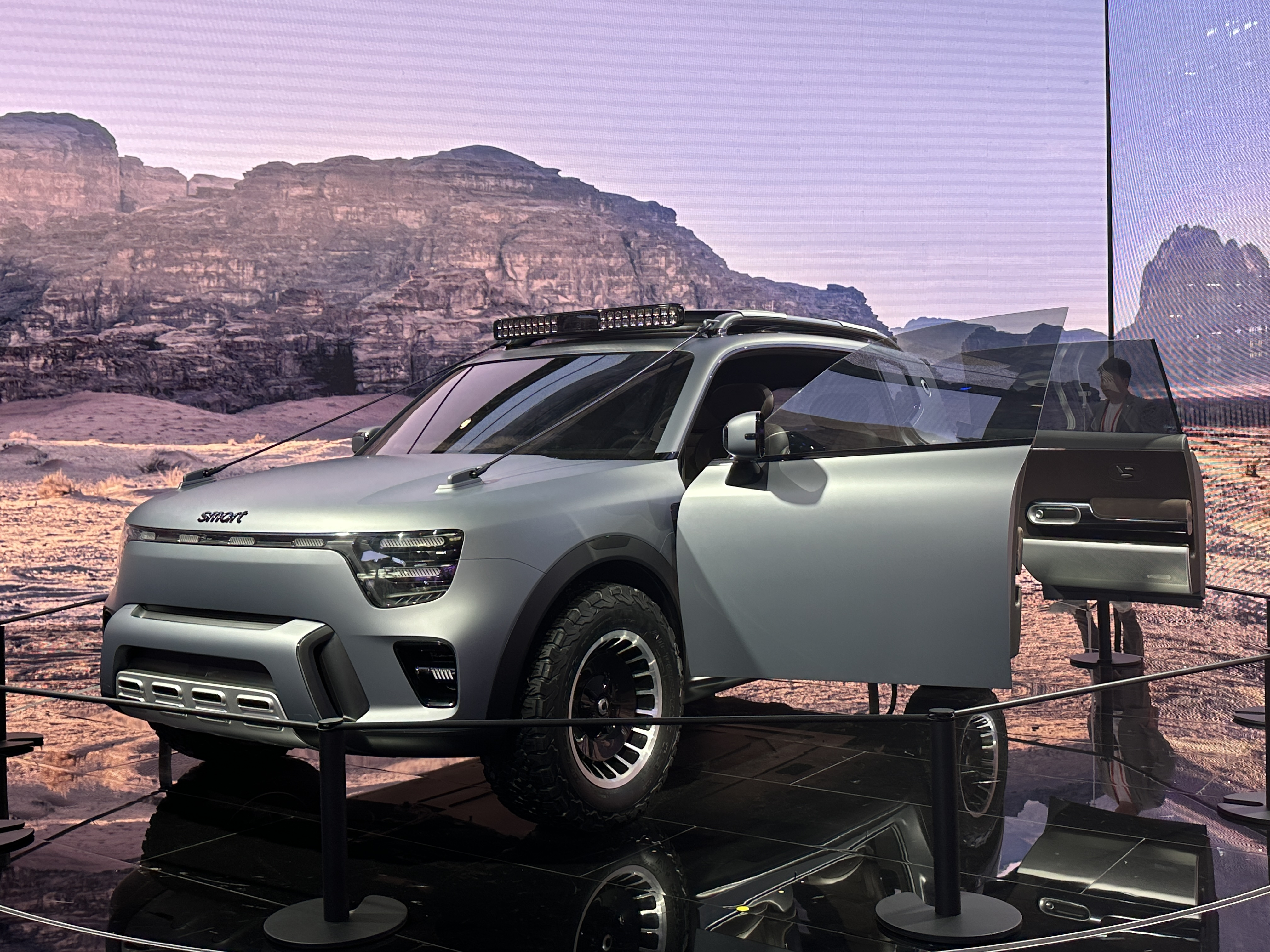
コンセプト #5

### EQハイブリッド
EQモデルに加えて、EQブランドは、48Vのマイルドハイブリッドシステム（BSG）を搭載する、内燃機関モデルに「EQブースト」の名を付与した。さらに、2018年末から発売された、第3世代のプラグインハイブリッド（PHEV）モデルに「EQ Power」バッジを着用した  。

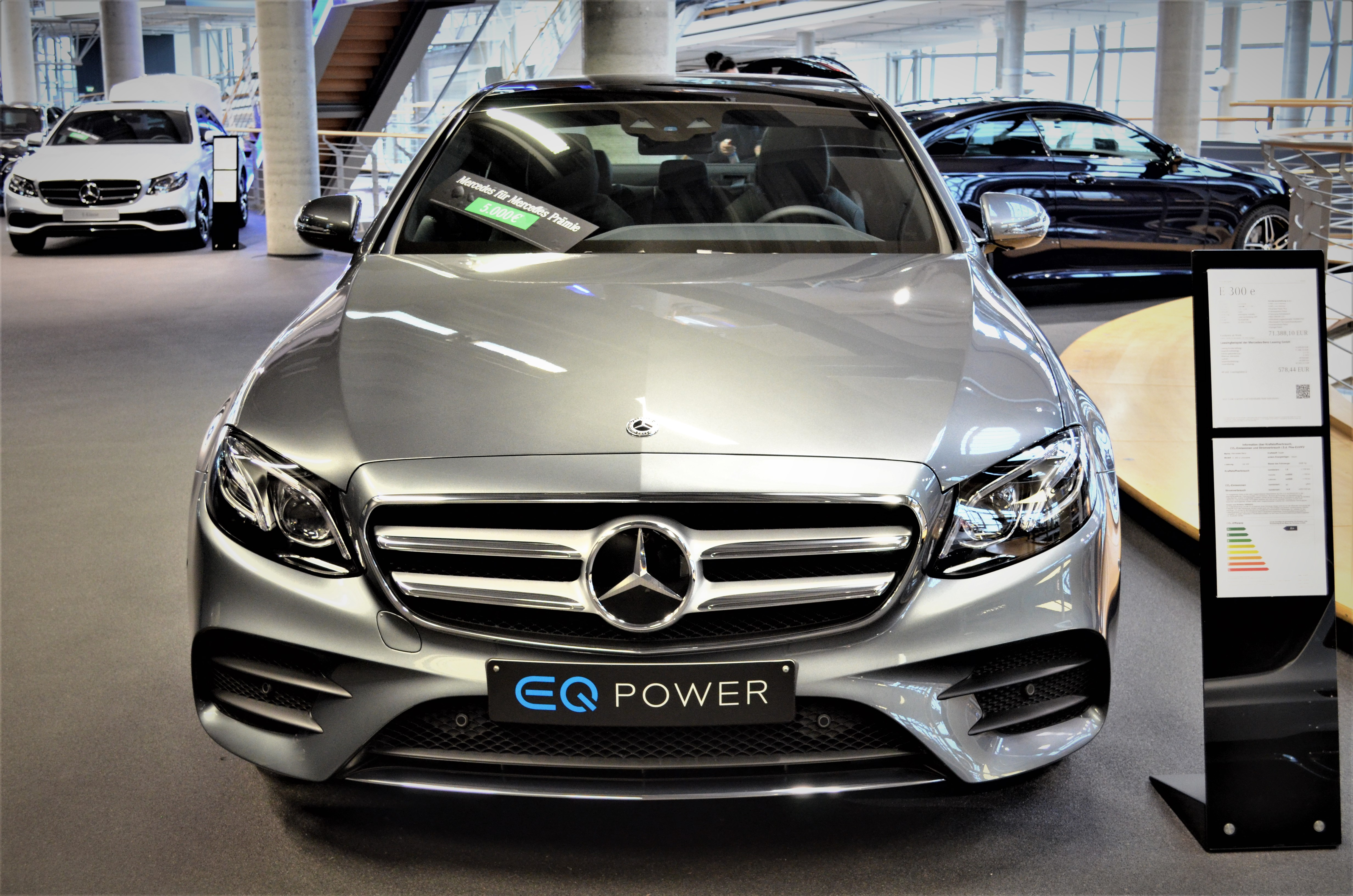
EQ Power
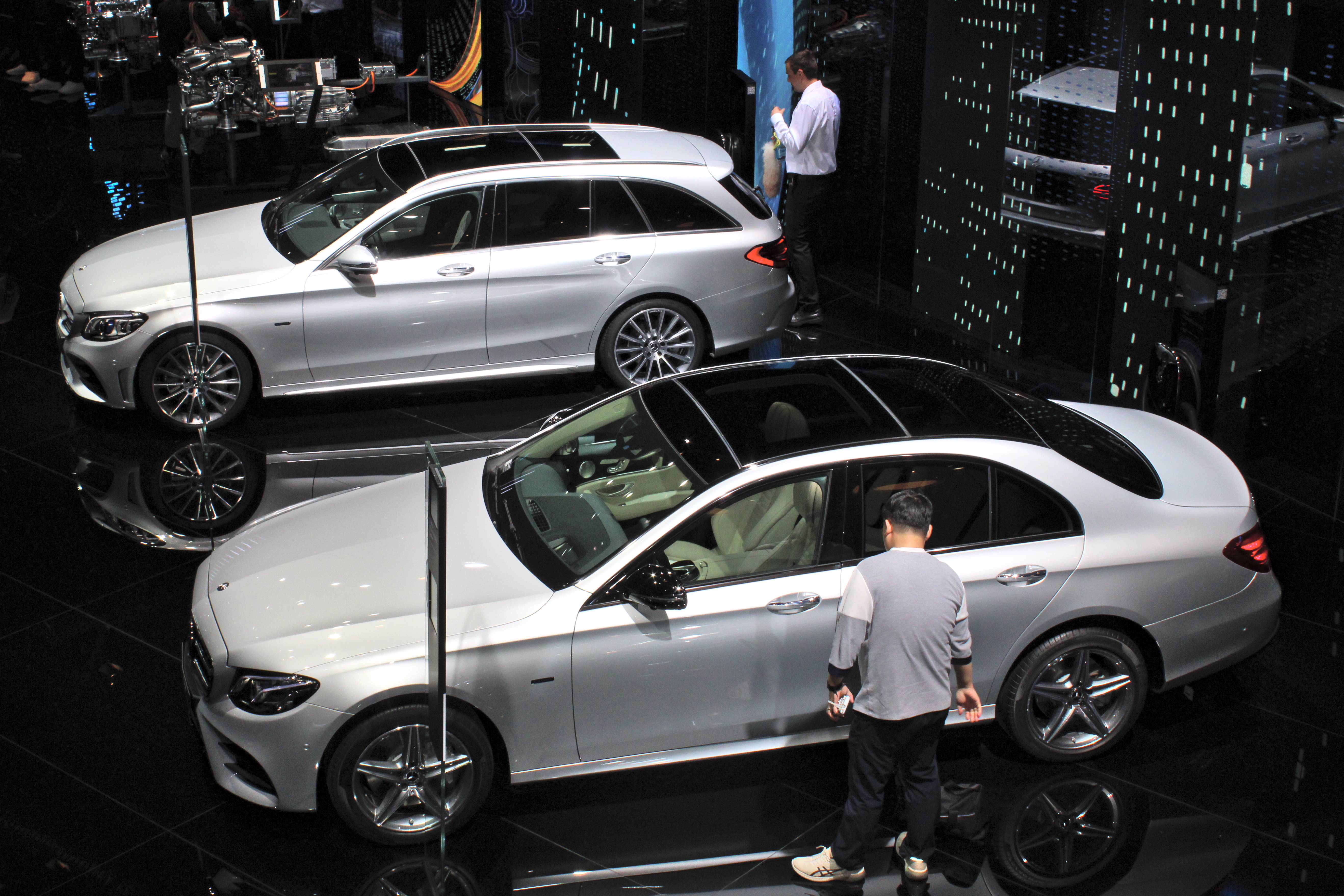
EQ Power
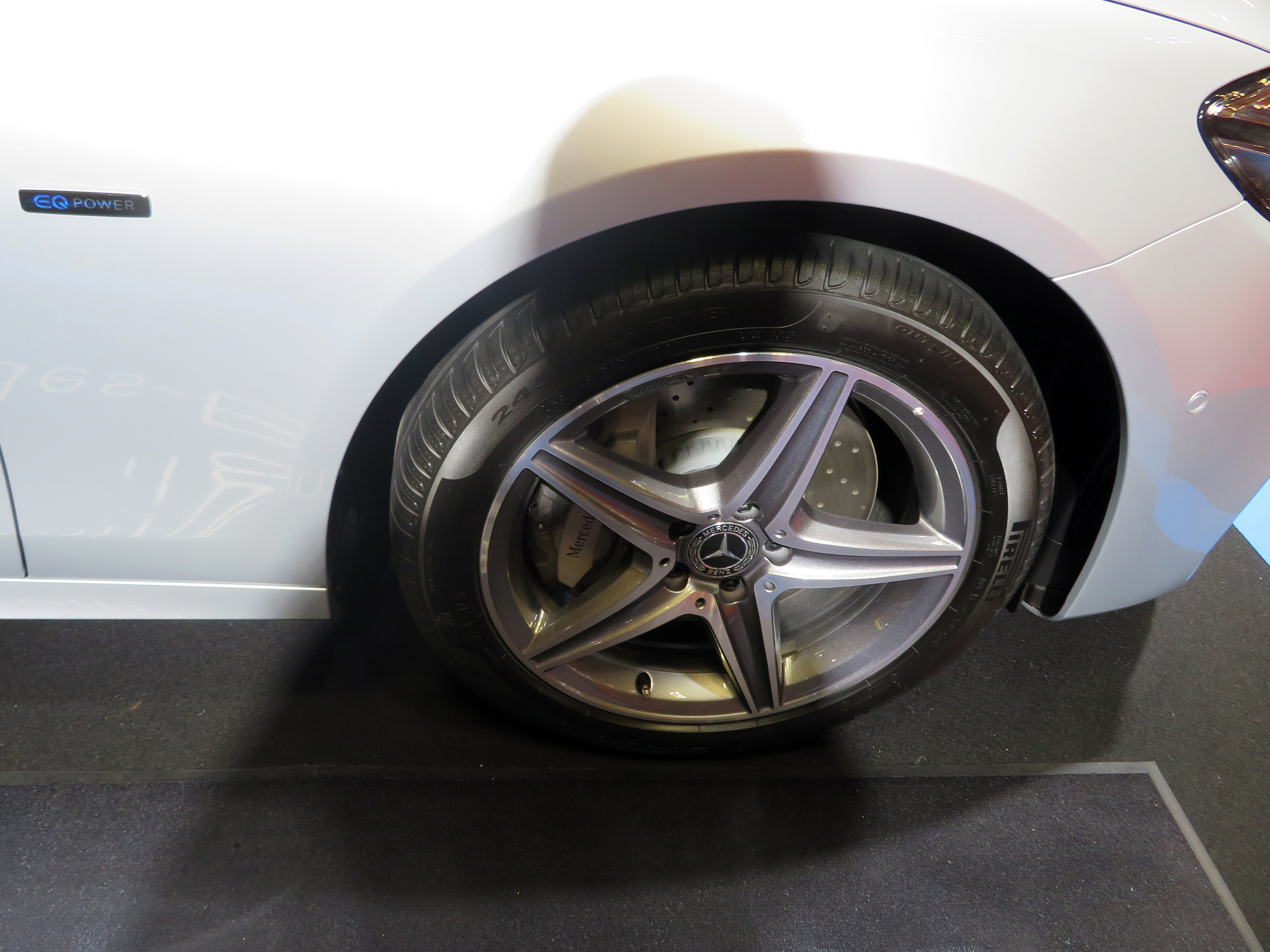
EQ Power（バッジ）

## 販売
内燃機関モデル同様、既存のディーラー（メルセデス・ベンツ正規販売店）で取り扱われる。
2022年12月6日、世界初のメルセデスEQ専売拠点となる「メルセデスEQ 横浜」がオープンした。しかし、2024年8月1日、「メルセデス・ベンツ 横浜中央」へ改称され（運営元は変わらず）、専売拠点ではなくなった。
2023年10月6日、都内初となる「メルセデスEQ 青山」がオープンした。横浜に続く、国内2店舗目の専売拠点となる。

## 商標
2017年3月、中国の自動車メーカー・奇瑞汽車（Chery）は、 QQ3シティカーの電気バージョンに「eQ」という名前を使用していたため、「EQ」の名称使用に関して、2015年以降、中国国家商務省の商標局に、苦情を申し立てた 。この論争は、2017年7月に解決され、奇瑞は、数値モデルで「eQ」を使用し、メルセデスは、アルファベットモデルで「EQ」を使用する権利を保持した 。 
また、ジェネシス・モーターズは、韓国市場で「EQ900」を使用していたが、フェイスリフトに伴って、車名を「G90」に変更したため、論争にはならなかった。 
現在、メルセデス・ベンツは、EQA、EQB、EQE、およびEQSという用語を商標登録している 。 

## 参照資料
1. 1 2  Hall, Emme (2016年9月29日). “Mercedes-Benz jump starts new EQ brand with Generation EQ concept”.   CNet. 2016年11月28日閲覧。
2. 1 2  Behrmann, Elizabeth (2017年3月29日). “Mercedes hastens electric-car shift as combustion era fades”. Bloomberg 2017年8月1日閲覧。
3. 1 2 3 4  Bubbers, Matt (2016年11月8日). “For decades the future of electric vehicles has seemed a few years away”. The Globe and Mail 2016年11月28日閲覧。
4. ↑  Savov, Vlad (2016年9月29日). “Mercedes launches EQ brand with electric SUV concept”.  The Verge. 2016年11月28日閲覧。
5. 1 2  “Daimler to invest 10 billion euros in electric vehicles - paper”. Reuters. Yahoo! News. (2016年11月25日) 2016年11月28日閲覧。
6. ↑  Vijayenthiran, Viknesh (2016年10月31日). “Mercedes will launch 10 electric cars by 2025”. The Christian Science Monitor 2016年11月28日閲覧。
7. ↑  Kable, Greg (2017年9月7日). “Mercedes EQ A electric hatchback previewed ahead of Frankfurt”.  Autocar. 2017年10月16日閲覧。
8. ↑  “Mercedes to launch EQ saloon instead of electric C-Class”. Autocar. 2019年10月5日閲覧。
9. ↑  “Mercedes-Benz to launch EQE electric saloon in 2022”. www.autocar.co.uk.   Autocar. 2019年10月5日閲覧。
10. ↑  “メルセデス、ＥＶの新型ＳＵＶを発表－テスラ「モデルＹ」に対抗”. Bloomberg. 2022年10月17日閲覧。
11. ↑  “Mercedes-Benz to launch ultra-luxurious EQ S electric saloon in 2020”. Autocar. 2019年10月5日閲覧。
12. ↑  “Mercedes EQ S to be flagship in £9bn electric model blitz”. www.autocar.co.uk.   Autocar. 2019年10月5日閲覧。
13. ↑  Gitlin, Jonathan (2019年3月5日). “Mercedes-Benz debuts EQV electric van at the Geneva auto show”. Ars Technica 2019年3月5日閲覧。
14. 1 2  “Mercedes to launch 10 all-electric models by 2022”. Auto Express. 2019年10月5日閲覧。
15. ↑  “スマート「#1」世界初公開！ EV専業ブランドになった新生スマート第1弾はSUV型EVで登場”.   くるまのニュース. 2024年10月10日閲覧。
16. ↑  株式会社インプレス (2022年12月6日). “メルセデス・ベンツ、世界初のメルセデス EQ専売拠点「メルセデス EQ 横浜」オープン 日本未導入の「EQS SUV」がお目見え”. Car Watch. 2022年12月11日閲覧。
17. ↑  “横浜中央(旧・EQ横浜)【名称変更のお知らせ】”.   株式会社シュテルン世田谷. 2024年10月10日閲覧。
18. ↑  “都内初の電気自動車専用ショールーム  「メルセデスEQ青山」をオープン”.   メルセデス・ベンツ日本合同会社. 2024年10月10日閲覧。
19. ↑  Spring, Jack (2017年3月23日). “China's Chery files trademark complaint against Mercedes over green car brand”.   Reuters. 2017年8月1日閲覧。
20. ↑  Pleskot, Kelly (2017年7月17日). “Mercedes-Benz cleared to use EQ name for electric cars”.  Motor Trend. 2017年8月1日閲覧。
21. ↑  James Gilboy (2018年5月16日). “Daimler Files Tsunami of Trademarks in Advance of 'EQ' EV Debut”. The Drive. 2018年9月20日閲覧。